# Lancia Kappa

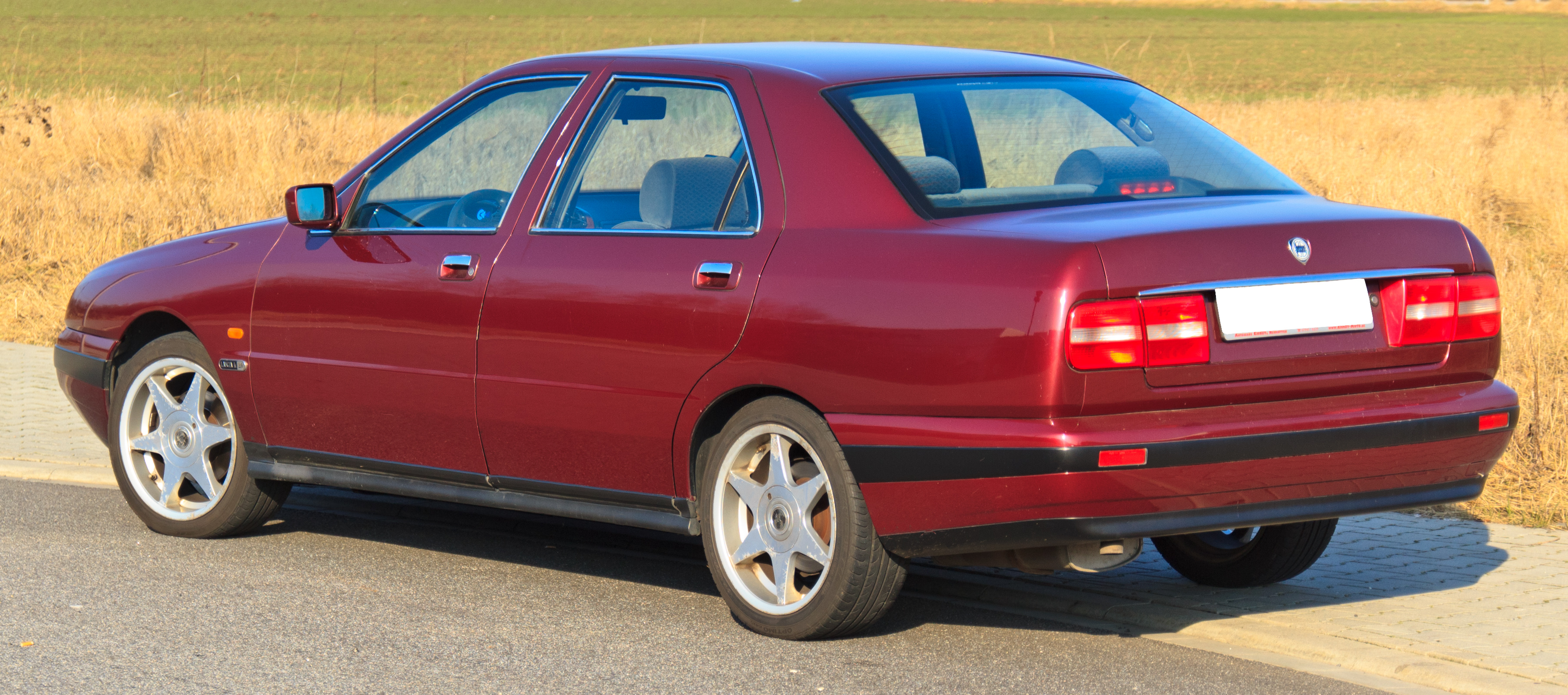
Lancia Kappa

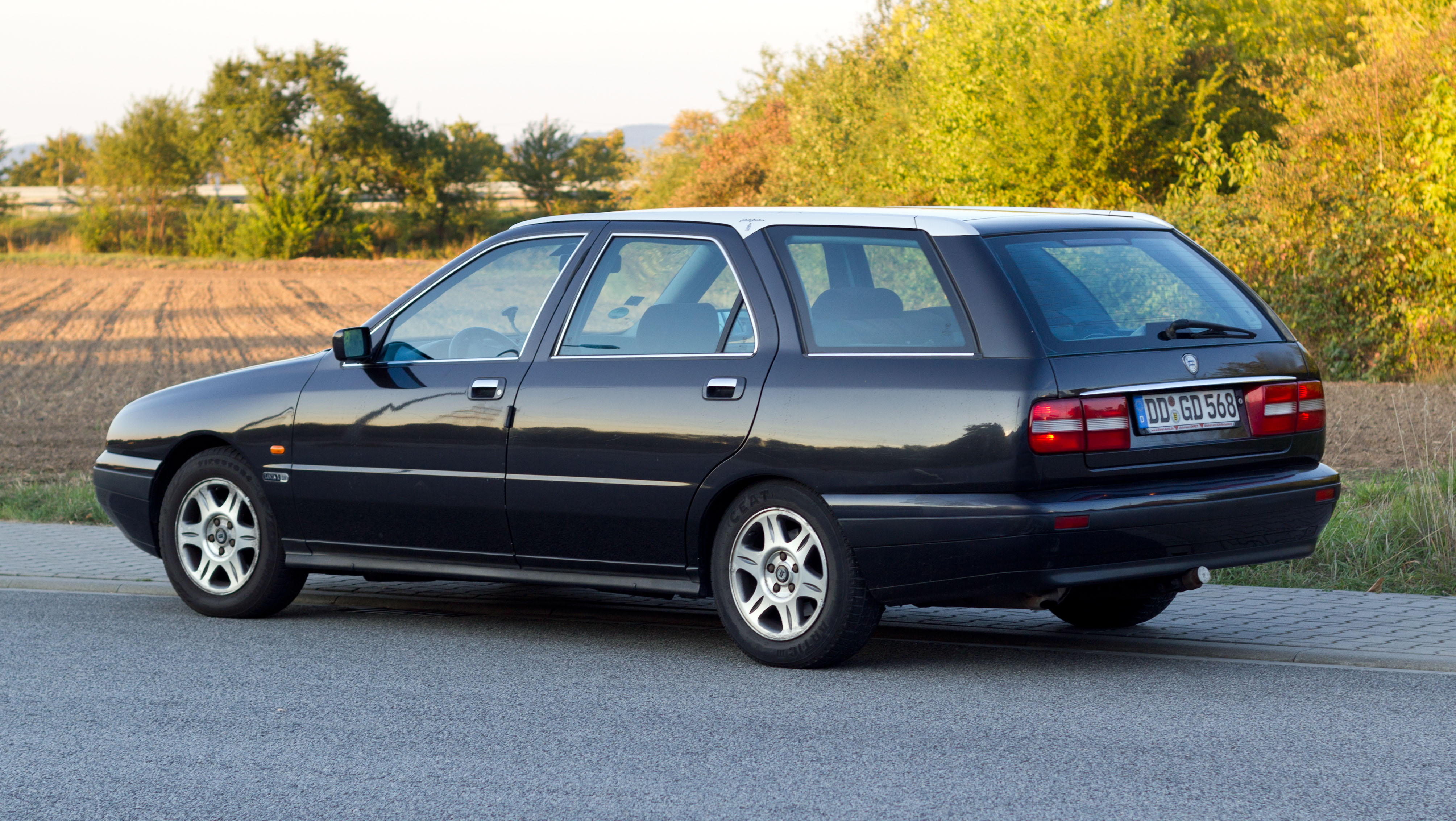
Lancia Kappa SW

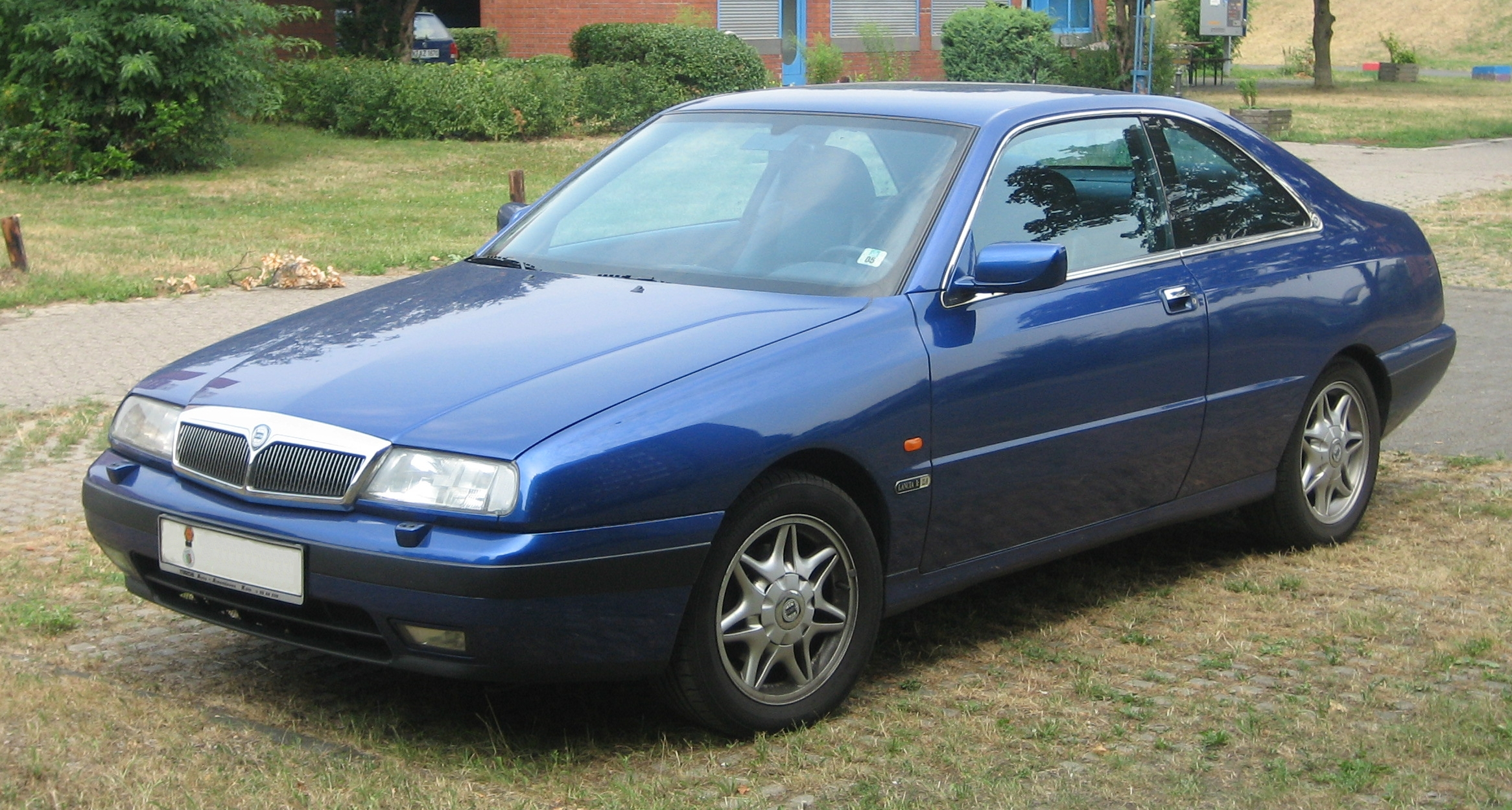
Lancia Kappa Coupe

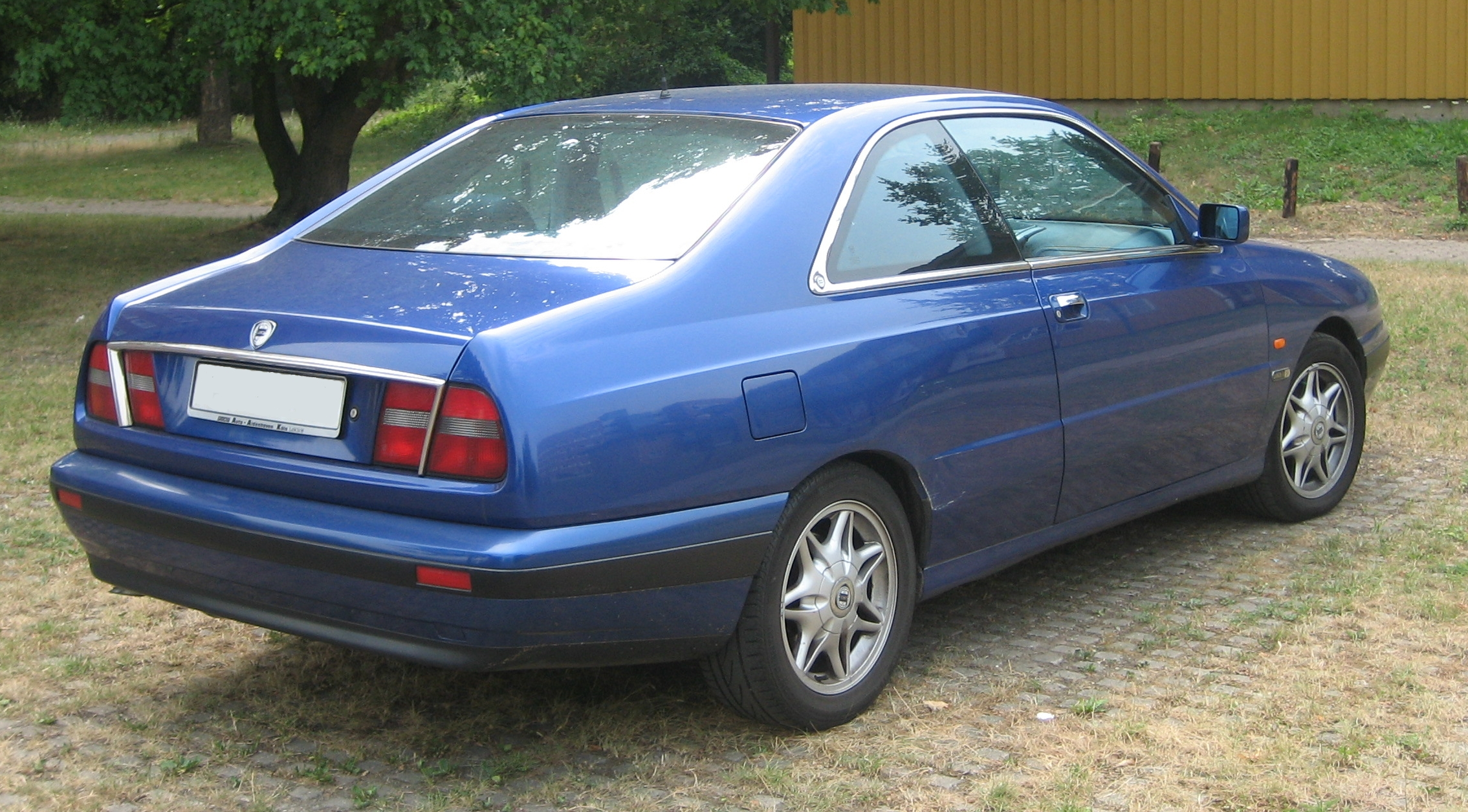
Lancia Kappa Coupe

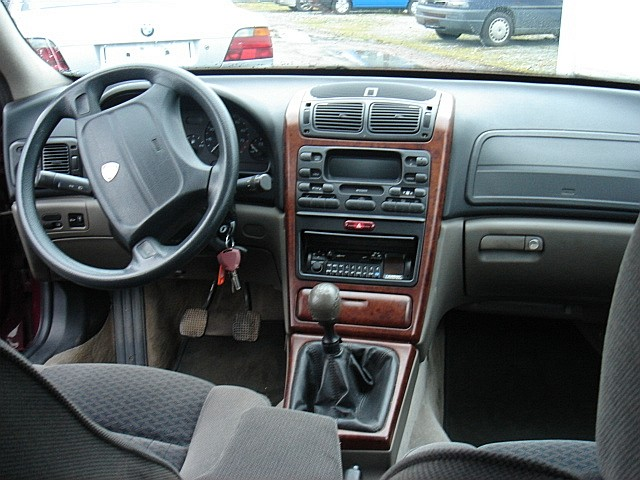

Lancia Kappa (кодова назва Type 838) - автомобіль бізнес-класу, що випускався італійською компанією Lancia з 1994 по 2000 рік.
Попередником автомобіля була модель Thema, яка була флагманською моделлю компанії. Kappa була замінена на Lancia Thesis в 2001 році. Створена на базі Alfa Romeo 166, доступна в 3 модифікаціях - седан, універсал або купе. Kappa - машина з лівим кермом, так як Lancia перестав виробляти авто з правим кермом після краху на ринку з Thema.
Kappa - 10 буква грецького алфавіту (грецький алфавіт часто використовувався в якості позначення моделей авто Lancia). Назва Kappa використовувалося компанією ще в 1919 році (а також модифікації Dikappa, Trikappa), але вони були маловідомі в порівнянні з більш сучасною Kappa.
Дизайн автомобіля - ательє I.DE.A.
Цей автомобіль не користувався особливою популярністю, всього було випущено 117 216 штук. Але в Італії її позиціонували як «дуже важливий продукт для ринку», продажі якої мали більшу частину від продажів машин в країні. Багато хто вважав причиною проблемного збуту моделі невиразну зовнішність в порівнянні з аналогічними за класом європейськими конкурентами.
Варто зазначити, що в Польщі, де Fiat - найбільший вітчизняний виробник автомобілів, моделі Kappa служили уряду (замінивши Thema). Це наклало печатку на даний автомобіль в Польщі, тому продажі стартували саме там силами ентузіастів.

## Двигуни
Бензинові:
- 2.0 L turbo I4
- 2.0 L I5
- 2.0 L turbo I5
- 2.4 L I5
- 3.0 L V6

Дизельні:
- 2.4 L turbodiesel I5